# Бенні Шанон
Бенні Шанон (івр. בני שנון; 1948 — 30 січня 2025) – професор психології Єврейського університету в Єрусалимі, завідувач кафедри когнітивної психології та освіти імені Манделя. Шанон народився у Тель-Авіві, вивчав філософію та лінгвістику в Тель-Авівському університеті та отримав докторський ступінь з експериментальної психології в Стенфордському університеті. Він найбільш відомий своїми дослідженнями когнітивних ефектів аяваски та біблійною гіпотезою ентеогенів, ідеєю про те, що вживання галюциногенних речовин вплинуло на релігію.

## Робота
Шанон є автором книги «Антиподи розуму: діаграми феноменології досвіду аяуаски» 2002 року, опублікованої Oxford University Press. У цій роботі Шанон надає приблизну картографію видінь і невізуальних ефектів, які може викликати аяваска. Він пише, що сам споживав аяваску кілька сотень разів і зібрав масив емпіричних даних з опублікованої літератури, структурованих і неструктурованих інтерв’ю, які він проводив, і свого особистого досвіду. Загалом масив містить близько 2500 досвідів вживання аяваски.

## Біблійна гіпотеза ентеогенів
Суперечлива теорія Шанона про те, що патріарх Мойсей був під впливом галюциногенів, коли отримав закон, називається біблійною гіпотезою ентеогенів. Його стаття Biblical Entheogens: a Speculative Hypothesis («Біблійні ентеогени: спекулятивна гіпотеза») детально описує паралелі між ефектами, викликаними психоделічним напоєм аяваски, і біблійним описом життя Мойсея. Зокрема, він звертає увагу на п’ять конкретних епізодів життя Мойсея, які, на його думку, демонструють моделі, дуже схожі на досвід, з яким стикаються ті, хто перебуває під впливом аяваски:
- Видіння Мойсея палаючого куща.
- Коли палиці брата Мойсея Аарона та чародіїв фараона перетворюються на змій.
- Богоявлення на горі Синай, коли Мойсею даються десять заповідей.
- Exodus 33:12–23, коли Мойсей просить побачити Бога, але Бог каже йому, що він закриє Мойсея своєю рукою, щоб він міг бачити тільки його спину, а не його обличчя, «бо ніхто не побачить Мене і залишиться живим.»
- Сяючий вигляд обличчя Мойсея, коли він повертає десять заповідей після свого другого повернення з гори (Exodus 34:30).

Зустріч з Божественним, змінене сприйняття часу, синестезія, страх перед неминучою смертю, а також видіння вогню, змій, світла, що сприймається як Бог, і сутностей, чиїх облич не видно, – всі ці переживання Шанон вважає поширеними після вживання аяваски, і більшість з них є «особливо симптоматичними» для аяваски. І саме ці переживання, серед іншого, Шанон порівнює з наведеними вище подіями життя Мойсея. Він також звертає увагу на схожість між триденним очищенням перед тим, як були відкриті десять заповідей, і традиційними контекстами вживання аяваски; на «сяючий» вигляд людей після прийому аяваски з виглядом Мойсея після другого повернення з гори; а також на відповідність досвіду аяваски певним до певних рис особистості, притаманні Мойсею. Крім того, він підтверджує свою гіпотезу ботанічною та етноботанічною інформацією, лінгвістичними міркуваннями, екзегезою талмудичних і містичних єврейських текстів, а також даними про дію речовини, аналогічної аявасці. Шанон стверджує, що його гіпотеза «безперечно спекулятивна». На завершення він каже:
Взяті разом ботанічні й антропологічні дані, з одного боку, і біблійні описи, а також пізня єврейська герменевтика, з іншого, свідчать, на мою думку, про біблійний ентеогенний зв’язок. Слід визнати, що беззаперечних доказів ми не маємо. існує так багато підказок, які, наче шматочки пазлу, з’єднуються в інтригуюче єдине ціле. Я залишаю читачеві винести своє судження.